# Terrell Hills, Texas
Terrell Hills là một thành phố thuộc quận Bexar, tiểu bang Texas, Hoa Kỳ. Năm 2010, dân số của xã này là 4878 người.

## Dân số
- Dân số năm 2000: 5019 người.
- Dân số năm 2010: 4878 người.